# ثانوس میکروتسیکوس
ثانوس میکروتسیکوس (: Θάνος Μικρούτσικος؛ زادهٔ ۱۳ آوریل ۱۹۴۷) آهنگساز، موسیقی‌دان، خواننده و سیاستمدار اهل یونان است.
وی یکی از مهمترین آهنگسازان معاصر یونان محسوب می‌شود.